# Улрих Щайн
Улрих „Ули“ Щайн (на немски: Ulrich "Uli" Stein) е бивш германски футболен вратар, роден на 23 октомври 1954 г. в Хамбург.

## Кариера
Ули Щайн започва професионалната си кариера в Арминия Билефелд, където за периода 1976 - 1980 г. изиграва 134 мача, 33 от които в Първа Бундеслига (сезон 1978/1979). Следват по седем сезона в Хамбургер и Айнтрахт Франкфурт. През 1994 се връща за един сезон в Хамбургер, а след това отново играе за Арминия. След сезон 1996/1997 слага край на състезателната си кариера, но по-късно изиграва няколко мача за отбори от долните дивизии.
За Германия има шест мача и е част от отбора на Световното първенство през 1986 г. в Мексико.
От 2007 г. Щайн е треньор на врататите на нигерийския национален отбор, където старши треньор е Берти Фогтс.

## Успехи
„Хамбургер“
- Носител на КЕШ през 1983 г.
- Финалист за Купата на УЕФА през 1982 г.
- Финалист за Междуконтиненталната купа през 1983 гг.
- Шампион на Германия през 1982, 1983 г.
- Вицешампион на Германия през 1981, 1982, 1987 г.
- Носител на Купата на Германия през 1987 г.

„Айнтрахт“, Франкфурт
- Носител на Купата на Германия през 1988 г.

„Арминия“
- Шампион на Втора Бундуслига през 1978 г.

Национален отбор
- Световен вицешампион през 1986 г.

## Скандали
Ули Щайн е замесен в няколко скандала. Един от тях коства мястото му в националния отбор – на Световното първенство в Мексико той нарича старши треньора Франц Бекенбауер Suppenkasper, (дете, което не обича супа (по герой от детска книжка)), наблягайки на не много сполучливата изява на Бекенбауер в реклама на марка супи през 60-те години.
През 1986-а, по време на мача за Купата на Германия ФК Аугсбург – Хамбургер, Щайн получава червен картон и напускайки игрището, в отговор на провокации от страна на феновете на Аугсбург, им показва среден пръст.
Преди началото на сезон 1987/1988 се играе мач за Суперкупата на Германия между Хамбургер и Байерн Мюнхен. След попадение в своята врата Ули Щайн удря с юмрук противниковия играч Юрген Вегман. Вратарят получава червен картон и е освободен от Хамбургер.